# Juan Gutiérrez de Padilla
Juan Gutiérrez de Padilla (* um 1590 in Málaga; † 1664 in Puebla) war ein mexikanischer Komponist spanischer Herkunft.
Gutiérrez wurde an der Kathedrale von Málaga unter anderem von Francisco Vásquez ausgebildet. Bis 1621 war er Kapellmeister der Kathedrale von Cádiz. Dann wanderte er nach Mexiko aus, wo er ab Oktober 1622 Kantor und stellvertretender Kapellmeister der Kathedrale von Puebla war, einer der wichtigsten Kirchen in „Neu-Spanien“. 1629 wurde er Kapellmeister in der Nachfolge des verstorbenen Gaspar Fernandes (1566–1629) für ein Salär von 500 Pesos, zuzüglich 40 Pesos für die Komposition von Canzonetten.
Er komponierte eine Matthäuspassion, Messen, Motetten, Lamentationen, darunter sein berühmtes Tristis est anima mea (Mt 14,34 ), Litaneien, Psalmen und mehrere mehrstimmige Villancicos. Etwa 700 Werke aus seiner Feder sind erhalten.